# Athaliidae
Die Athaliidae bilden eine Hautflüglerfamilie innerhalb der Blattwespenartigen (Tenthredinoidea). Das Taxon wurde noch bis vor Kurzem als Tribus Athaliini als Teil der Allantinae innerhalb der Echten Blattwespen (Tenthredinidae) geführt. Phylogenetische Studien von Niu et al. (2022) führten zu einer Revision, in deren Folge das Taxon in den Rang einer Familie erhoben wurde. Die Arten kommen hauptsächlich in der gemäßigten Klimazone der nördlichen Hemisphäre vor.

## Lebensweise
Die frei beweglichen Larven fressen an den Blättern ihrer Wirtspflanzen. Zu diesen gehören u. a. Farne, Schachtelhalme, Nacktsamer, Gräser und Bedecktsamer.

## Innere Systematik
Der Familie Athaliidae werden folgende Gattungen zugerechnet:
- Athalia Leach, 1817 – Eurasien, Afrika, [Nearktis]
- Dentathalia Benson, 1931
- Hennedyia Cameron, 1891
- Hennedyella Forsius, 1935
- Hypsathalia Benson, 1962